# Морган-Пойнт (Техас)
Морган-Пойнт (англ. Morgan's Point) — місто (англ. city) в США, в окрузі Гарріс штату Техас. Населення — 273 особи (2020).

## Географія
Морган-Пойнт розташований за координатами 29°40′36″ пн. ш. 95°0′20″ зх. д. / 29.67667° пн. ш. 95.00556° зх. д. (29.676567, -95.005635).  За даними Бюро перепису населення США в 2010 році місто мало площу 4,45 км², з яких 3,96 км² — суходіл та 0,50 км² — водойми. В 2017 році площа становила 5,78 км², з яких 3,96 км² — суходіл та 1,82 км² — водойми.

## Демографія
Згідно з переписом 2010 року, у місті мешкало 339 осіб у 109 домогосподарствах у складі 69 родин. Густота населення становила 76 осіб/км².  Було 140 помешкань (31/км²).
Расовий склад населення:
| - 73,7 % — білих - 10,3 % — чорних або афроамериканців - 2,7 % — корінних американців - 0,6 % — азіатів - 10,3 % — осіб інших рас |

До двох чи більше рас належало 2,4 %. Частка іспаномовних становила 25,1 % від усіх жителів.
За віковим діапазоном населення розподілялося таким чином: 30,1 % — особи молодші 18 років, 53,4 % — особи у віці 18—64 років, 16,5 % — особи у віці 65 років та старші. Медіана віку мешканця становила 37,7 року. На 100 осіб жіночої статі у місті припадало 109,3 чоловіків;  на 100 жінок у віці від 18 років та старших — 100,8 чоловіків також старших 18 років.
Середній дохід на одне домашнє господарство  становив 138 559 доларів США (медіана — 76 250), а середній дохід на одну сім'ю — 164 440 доларів (медіана — 92 500). За межею бідності перебувало 12,2 % осіб, у тому числі 34,1 % дітей у віці до 18 років та 8,9 % осіб у віці 65 років та старших.
Цивільне працевлаштоване населення становило 138 осіб. Основні галузі зайнятості: освіта, охорона здоров'я та соціальна допомога — 34,8 %, транспорт — 13,8 %, роздрібна торгівля — 11,6 %, будівництво — 10,9 %.